# Puttenham (Surrey)
Puttenham – wieś w Anglii, w hrabstwie Surrey, w dystrykcie Guildford. Leży 49 km na południowy zachód od centrum Londynu.